# Wimarśa
Wimarśa (trl. vimarśa) – termin z nurtu śiwaizmu kaszmirskiego. Stosowany jest na oznaczenie zarówno mocy świadomości (mocy Jaźni), jak i procesu, w którym świadomość jest czynnym uczestnikiem. Pojęciem występującym w parze z wimarśą, przy opisie procesów poznawczych i jaźni, jest prakaśa.

## Moc świadomości
Wimarśa to określenie na moc posiadaną przez świadomość. Umożliwia ona odczuwanie i rozumienie samej siebie przez świadomość. Wimarśa umożliwia zrozumienie powodujące, że się wie, czym jest dany obiekt procesu obserwacji. Ona uświadamia, co jest widziane (w szczególności co jest widziane dzięki temu, że zostało oświetlone przez światło oznaczane terminem prakaśa).

## Proces poznania
Wimarśa jest procesem zachodzącym, gdy nastąpi zwrócenie się świadomości na samą siebie, niejako ku autorefleksji. Wtedy ćit (światło świadomości) ma sposobność rozpoznania siebie.

## Postać
Wimarśa to w sposób szczególny pojmowana bogini Śakti. To aktywny aspekt nierozdzielnej (poza spekulacjami teoretycznymi), pary „Śiwa – Śakti”. Tu Śakti przyjmuje na siebie rolę zwierciadła. Umożliwia dzięki temu Śiwie (a dokładniej: świetlistemu aspektowi Śiwy) poznanie jego lustrzanego obrazu – odbicia dającego rozpoznanie własnej natury Śiwy jako „samoistnego i wiecznego światła”.
Tak opisywany świetlisty aspekt Śiwy nazywany jest terminem prakaśa.